# Кристал-Лейкс (Огайо)
Кристал-Лейкс (англ. Crystal Lakes) — переписна місцевість (CDP) в США, в окрузі Кларк штату Огайо. Населення — 1394 особи (2020).

## Географія
Кристал-Лейкс розташований за координатами 39°53′20″ пн. ш. 84°1′28″ зх. д. / 39.88889° пн. ш. 84.02444° зх. д. (39.888971, -84.024477).  За даними Бюро перепису населення США в 2010 році переписна місцевість мала площу 1,31 км², з яких 1,23 км² — суходіл та 0,08 км² — водойми.

## Демографія
Згідно з переписом 2010 року, у переписній місцевості мешкали 1483 особи в 553 домогосподарствах у складі 371 родини. Густота населення становила 1133 особи/км².  Було 605 помешкань (462/км²).
Расовий склад населення:
| - 88,3 % — білих - 0,4 % — корінних американців - 0,4 % — чорних або афроамериканців - 0,2 % — азіатів - 8,7 % — осіб інших рас |

До двох чи більше рас належало 2,0 %. Частка іспаномовних становила 13,7 % від усіх жителів.
За віковим діапазоном населення розподілялося таким чином: 25,4 % — особи молодші 18 років, 63,7 % — особи у віці 18—64 років, 10,9 % — особи у віці 65 років та старші. Медіана віку мешканця становила 37,0 року. На 100 осіб жіночої статі у переписній місцевості припадало 107,7 чоловіків;  на 100 жінок у віці від 18 років та старших — 106,9 чоловіків також старших 18 років.
Середній дохід на одне домашнє господарство  становив 36 804 долари США (медіана — 31 136), а середній дохід на одну сім'ю — 43 468 доларів (медіана — 43 393). За межею бідності перебувало 34,5 % осіб, у тому числі 48,8 % дітей у віці до 18 років та 9,6 % осіб у віці 65 років та старших.
Цивільне працевлаштоване населення становило 524 особи. Основні галузі зайнятості: науковці, спеціалісти, менеджери — 16,6 %, виробництво — 16,6 %, освіта, охорона здоров'я та соціальна допомога — 16,6 %.